# دريتا
دريتا هو نادي كرة قدم من كوسوفو تأسس في 1947 ، يقع مقره الرئيسي في جيلان، ويلعب في دوري كوسوفو لكرة القدم.